# Choi Yong-il
Choi Yong-il (최영일?, 崔英一?); Namhae, 25 aprile 1966) è un ex calciatore sudcoreano, di ruolo difensore.